# Axel Fredrik Cronstedt
Axel Fredrik Cronstedt báró (Turinge, 1722. december 23. – Säters, 1765. augusztus 19.) svéd vegyész, a nikkel felfedezője (1751), a Bányahivatal szakértője. A nikkelnek a kupfernickel nevet adta, melynek jelentése "ördögi réz". Georg Brandtnek, a kobalt felfedezőjének tanítványa volt.
Cronstedt fedezte fel a scheelite nevű ásványt, szintén 1751-ben. Kezdetben tungsten-nek (svédül nehéz követ jelent) nevezte. Carl Wilhelm Scheele később felvetette, hogy az ásványból új fémet lehet kinyerni. Ezt a fémet nevezik ma volfrámnak.
Brandt az "ásványtan atyjának" nevezte Cronstedtet egy 1827-es munkájában.
Cronstedt apja katonatiszt volt, őt is erre a pályára szánták, de egy rövidebb háborús időszakot leszámítva nem volt katona. Uppsalai Egyetemen matematikát tanult, itt vált a bányászkutatás szakértőjévé.
Hogy gyarapítsa tudását a tudományos módszerek terén, beiratkozott Georg Brandt A kísérletezés és vegyészet művészete nevű tanfolyamára. Cronstedt tanulmányai során kifejlesztett egy tudományos segédeszközt, amit hosszú ideig, széles körben alkalmaztak a fémek vizsgálata során.
A nikkel felfedezése hivatalosan 1775-ben, Cronstedt halála után történt meg, de ő volt az első, aki felismerte a fém létezését.
Cronstedt új osztályozási módszert is bevezetett a fémek területén. Ez a megközelítés a külső megjelenés helyett a szerkezeti struktúrájuk alapján sorolja be a fémeket.